# Liste der Bodendenkmale in Jöhstadt
In der Liste der Bodendenkmale in Jöhstadt sind die Bodendenkmale der Stadt Jöhstadt und ihrer Ortsteile nach dem Stand der Auflistung von Volkmar Geupel aus dem Jahr 1983 aufgelistet. Eventuelle Änderungen und Ergänzungen, insbesondere aus der Zeit nach der Wende, sind nicht berücksichtigt, da für Sachsen aktuell keine neueren allgemein zugänglichen Bodendenkmallisten vorliegen. Die Baudenkmale sind in der Liste der Kulturdenkmale in Jöhstadt aufgeführt.
| Denkmal-ID | Fundart          | Ortsteil  | Bezeichnung | Zeitstellung    | Lage                                              | Bemerkungen | Bild |
| ---------- | ---------------- | --------- | ----------- | --------------- | ------------------------------------------------- | --- | ---- |
| ?          | besonderer Stein | Steinbach | Steinkreuz  | Spätmittelalter | im Ort, südlich der Dorfstraße, vor Grundstück 22 | kein Kopfstück vorhanden, Klingenwaffe auf einer sowie Doppellinien und Jahreszahl 1813 auf anderer Seite eingeritzt, Schutz seit 25. März 1963 |      |